# 京都市立醍醐小学校
京都市立醍醐小学校（きょうとしりつ だいごしょうがっこう）は京都府京都市伏見区醍醐東大路町にある公立小学校。

## 沿革
- 1872年3月13日（明治5年2月5日） - 醍醐三宝院にて宇治第一校として開校。
- 1874年（明治7年） - 醍醐校と改称。
- 1887年（明治20年） - 醍醐尋常小学校と改称。
- 1897年（明治30年）12月 - 醍醐尋常高等小学校と改称。
- 1931年（昭和6年）4月1日 - 京都市醍醐尋常高等小学校と改称。
- 1941年（昭和16年）4月1日 - 京都市醍醐国民学校と改称。
- 1947年（昭和22年）4月1日 - 京都市立醍醐小学校と改称[1]。

## 卒業後の進路
卒業後は基本的に京都市立醍醐中学校に進学する。

## 著名な出身者
- 福留慧美（バレーボール選手：デンソーエアリービーズ）

## 通学区域が隣接している学校
- 京都市立大宅小学校
- 京都市立北醍醐小学校
- 京都市立醍醐西小学校
- 京都市立池田東小学校
- 京都市立日野小学校
- 宇治市立笠取第二小学校
- 宇治市立笠取小学校
- （滋賀県）大津市立石山小学校